# Plaza Francia (Caracas)
Pour les articles homonymes, voir Plaza Francia.
Plaza Francia (Place de France en français), aussi connue sous le nom de « Plaza Altamira », est un espace public situé dans Altamira, à l'est de Caracas au Venezuela. La « place de France » a été construite au début des années 1940 et a été ouverte au public le 11 août 1945 avec le nom originel de « Plaza Altamira ».
Par la suite, ce nom a changé à la suite d'un accord entre Caracas et Paris d'avoir une place du Venezuela à Paris et une place de France à Caracas. Cette place a été dessinée par l'urbaniste Luis Roche en tant que partie intégrante du projet de « quartier Altamira », un quartier de la classe dominante et moyenne de la municipalité de Chacao, État de Miranda.
Sur la place de France se dressent un obélisque (qui est l'un des principaux monuments de Caracas), un miroir d'eau et une fontaine qui descend jusqu'au fond de la place, où se trouve un petit centre commercial et la sortie principale de la station Altamira de la ligne 1 du métro de Caracas.